# In a Darkened Room
In a Darkened Room är låt av den amerikanska heavy metal-gruppen Skid Rows och återfinns på albumet Slave to the Grind.
Låten släpptes som singel i oktober 1991 och skrevs av bandmedlemmarna Sebastian Bach, Rachel Bolan och Dave Sabo. En musikvideo har även gjorts till låten som regisserades av Mark Weiss. Videon är baserad på olika liveklipp med bandet.

## Låtlista
1. In a Darkened Room (Bach, Bolan, Snake) - 4:57
2. Beggar's Day (Bach, Bolan, Snake) - 4:03
3. C'mon and Love Me (Kiss-cover) - 3:23

## Bandsättning
- Sebastian Bach - sång
- Dave "The Snake" Sabo - gitarr
- Scotti Hill - gitarr
- Rachel Bolan - bas
- Rob Affuso - trummor